# 渡辺枝里子
勢濃 枝里子（せのう えりこ 1983年12月21日 - ）は、日本のお笑い芸人。10年に渡る不妊治療の末、2023年に出産。子の名前がりおである事を公表。

## 来歴・人物
- 4人姉妹の末っ子[2]として青森県むつ市に生まれる[1]。青森県立大湊高等学校卒業[3]。高校時代はサッカー部のマネージャーを務めていた[4]。
- 大学卒業後にお笑いを中心にモデルの仕事も始め、雑誌のみならずCMやラジオ番組のパーソナリティを務める等、幅広く活動していた。
- 得意の一発ギャグは「健康であると言う事。」
- 趣味：映画鑑賞
- 資格：珠算五段
- 2015年3月に一般男性と結婚、男性が赴任している海外で生活することをブログで発表[5]。
- 現在、事実上の活動休止状態。

## 活動（20代）

### 雑誌
- 講談社「with」
- リクルート「ゼクシィ」
- ベルーナ「RyuRyu」
- 光文社「JJ」
- スタイライフ「Look!s」
- 丸井Voi
- ニッセン

### CM
- 花王「ロリエ」
- ららぽーと秋 スタートダッシュ編
- 三井住友VISAカード 機内編
- KONAMI「実況パワフルメジャーリーグ3」

### ショー
- Tokyo Wedding Collection（2008年～）
- 秋田ファッションフェス2009（2009年3月）
- Sweet Society 2009X'mas（2009年11月）
- Baratee 2nd anniversary（2010年6月）
- Girls Award Japan2010（2010年9月）

### TV
- 「つながるセブン」（J:COM・2010年4月 - 2012年3月）金曜日アシスタント 19:00～19:55の生放送
- 「つながるGO!GO!」（J:COM・2012年4月 - 2013年6月）水曜日・木曜日アシスタント 11:55～12:54の生放送
- 「ドラマスペシャル ぼくだけの☆アイドル」（TX系）
- 「ウチくる!?」（CX系）準レギュラー
- 「Jリーグアフターゲームショー」（スカパー!、2011年3月 - 12月）アシスタント

### ラジオ
- 「あしたラジオ」（RFラジオ日本）2012年10月17日放送分にゲスト出演[6]。その後2013年2月20日放送分よりレギュラーアシスタントを務めている[7]。
- 「Simple style -オヒルノオト-」(JFN) 2017年10月4日～2019年9月24日　水･木･金曜日担当パーソナリティ。